# Fusus plicosus
Fusus plicosus là một loài ốc biển, là động vật thân mềm chân bụng sống ở biển trong họ Fasciolariidae.